# Bloomsburg
Bloomsburg – miasto (town), ośrodek administracyjny hrabstwa Columbia, we wschodniej części stanu Pensylwania, w Stanach Zjednoczonych, położone na północnym brzegu rzeki Susquehanna. W 2016 roku miasto liczyło 14 586 mieszkańców.
Miejscowość założona została w 1802 roku, początkowo nosząc nazwy Eyersburg i Eyerstown, upamiętniające założyciela, Ludwiga Eyera. W 1870 roku nastąpiło formalne utworzenie miasta (town) Bloomsburg – jest to jedyna miejscowość w stanie Pensylwania formalnie nosząca ten status (pozostałe to albo city, borough bądź township).
Mieści się tutaj uniwersytet Bloomsburg University of Pennsylvania (zał. 1839).